# Bitwa pod Penangiem
Bitwa pod Penangiem – bitwa morska stoczona 28 października 1914 roku podczas I wojny światowej. Niemiecki krążownik lekki SMS „Emden” wtargnął na redę portu George Town na wyspie Penang leżącej w Cieśninie Malakka i zatopił dwa okręty wojenne ententy.

## Tło bitwy
W czasie I wojny światowej Penang był częścią kolonii brytyjskiej Straits Settlements. Penang jest wyspą leżącą w niewielkiej odległości od zachodniego wybrzeża Malezji (w tamtym czasie nazywanej Malajami). Głównym miastem na Penangu jest George Town, które położone jest nad zatoką. W początkowym okresie wojny była ona intensywnie wykorzystywana przez alianckie okręty i statki.
Krótko po wybuchu wojny Niemiecka Eskadra Wschodnioazjatycka opuściła swoją chińską bazę w Tsingtau i skierowała się na wschód, do Niemiec, ale krążownik lekki „Emden” dowodzony przez komandora podporucznika Karla von Müllera został wysłany na samodzielną misję rajderską.
W składzie okrętów ochraniających żeglugę i poszukujących niemieckich rajderów znajdował się między innymi rosyjski niewielki krążownik lekki „Żemczug”, oddany do dyspozycji sojuszniczej eskadry, działającej w południowo-wschodniej Azji. 26 października zawinął do George Town. Był on starszy od niemieckiego okrętu i nieco mniejszy oraz słabiej opancerzony, mimo to dysponujący nawet nieco silniejszym uzbrojeniem (8 lepiej rozmieszczonych dział 120 mm wobec 10 dział 105 mm; oba okręty były z konstrukcyjnego punktu widzenia krążownikami pancernopokładowymi). Jego dowódca, komandor porucznik baron Iwan Czerkasow, jednak nie przedsiębrał należytych środków ostrożności i nie wymagał tego od załogi, a ponadto wysyłał co jakiś czas przez radio nieszyfrowane i możliwe do przechwycenia informacje o swojej pozycji do krążownika „Askold”. Co gorsza, po zawinięciu do George Town, załoga przystąpiła do czyszczenia 13 z 16 kotłów okrętu, a pod parą pozostawał tylko jeden, co nie zapewniało pracy wszystkich mechanizmów pomocniczych, m.in. dostarczania amunicji z komór, nie wystawiono też wystarczających wacht. Sam dowódca z kolei wieczorem 27 października zszedł na ląd do hotelu, aby spotkać się z żoną, którą informował o postojach okrętu.

## Przebieg bitwy
Wczesnym rankiem 28 października 1914 „Emden” przypłynął pod George Town i zaatakował okręty stojące w zatoce. Wcześniej jego dowódca komandor Karl von Müller uzyskał informację od kapitana jednego z zatrzymanych statków, że port jest bezbronny, nadal zapalane są w nim światła nawigacyjne, oraz kotwiczą w nim krążowniki państw ententy. Zdecydował podjąć ryzykowną akcję, licząc na zaskoczenie, a poprzez dodanie atrapy czwartego komina, zakamuflował swój okręt na brytyjski krążownik. Pomimo braku odpowiedzi na sygnały z niszczyciela patrolującego przed portem, nie podniesiono alarmu.
„Emden” dostrzegł i zidentyfikował zacumowany rosyjski krążownik, z palącymi się światłami rufowymi, około 5.04, na godzinę przed wschodem Słońca. Oficer wachtowy na rosyjskim okręcie dostrzegł wpływający okręt, ale nie podniósł alarmu, a jedynie wysłał marynarza do zastępcy dowódcy, który nie zdążył do niego dotrzeć przed atakiem. O godz. 5.18 przepływający obok „Emden” wystrzelił z odległości zaledwie ok. 200 metrów torpedę z prawoburtowej wyrzutni, która po około 11 sekundach trafiła, po czym podniósł banderę niemiecką oraz otworzył ogień. Trafiony torpedą w rufę z lewej burty „Żemczug” został uszkodzony. Po pierwszym zaskoczeniu rosyjski krążownik odpowiedział ogniem z dziobowej armaty, ale nieskutecznie. Według relacji rosyjskich, tylko jeden pocisk trafił i  wywołał pożar. „Emden” zawrócił, po czym przechodząc ponownie koło „Żemczuga” wystrzelił drugą torpedę, która trafiła w dziobową komorę amunicyjną, powodując wybuch i szybkie zatonięcie okrętu. Na jego pokładzie zginęło 81 osób, a 122 zostało rannych, z tego 7 zmarło.
Dowódca „Emdena” zrezygnował z ataku na bezbronne statki na redzie, motywując to później koniecznością selekcji celów należących do wroga i czasochłonnej ewakuacji ich załóg, zgodnie z przestrzeganymi jeszcze prawami wojny morskiej. Na redzie zakotwiczone było jeszcze francuskie awizo „D’Iberville”, lecz jego dowódca nie otworzył ognia, gdyż jego okręt nie miał szans w starciu – miał tylko jedną armatę kalibru 100 mm na dziobie i lżejsze działa, ale zwrócony był rufą do krążownika. Uniknął on ostrzelania, gdyż na „Emdenie” zauważono dym małego statku, który został wzięty za okręt wchodzący do portu i krążownik około 6 otworzył ogień do nowego celu i rozpoczął odwrót. Przy nabrzeżu zacumowane były ponadto dwa stare francuskie niszczyciele „Fronde” i „Pistolet”. Już po wyjściu z portu „Emden” zatrzymał brytyjski parowiec „Glenturret” z ładunkiem wojennym i wysłał na niego oddział abordażowy, ale nie zdążył go zatopić, gdyż od północy nadpłynął francuski stary niszczyciel „Mousquet”. Dowódca „Mousquet” również był zaskoczony i dopiero po otwarciu o 7.30 ognia przez Niemców odpowiedział ogniem, ale po krótkiej nierównej walce około 7.44 niszczyciel został zatopiony; zginęło 40 osób, a 36 zostało uratowanych przez krążownik.

## Po bitwie
Dowódca rosyjskiego krążownika, baron Czerkasow, który zszedł na noc z okrętu, został 11 września 1915 skazany przez sąd wojenny za zaniedbania na 3 i pół roku więzienia, degradację i wydalenie ze służby. Skazany został także na półtora roku więzienia jego zastępca, starszy oficer kapitan Kulibin, który pozostał na okręcie w noc jego zatopienia. Car jednak zmienił wyroki na skierowanie na front w stopniu marynarza (obaj później odznaczyli się w walkach, byli dekorowani krzyżami św. Jerzego i awansowali).
„Emden” kontynuował swoją rajderską misję jeszcze przez kilka kolejnych tygodni, do momentu zatopienia go przez australijski krążownik HMAS „Sydney” w bitwie koło Wysp Kokosowych.